# Gerald S. O’Loughlin
Gerald Stuart O’Loughlin (* 23. Dezember 1921 in New York City, New York; † 31. Juli 2015 in Los Angeles, Kalifornien) war ein US-amerikanischer Schauspieler.

## Leben
O’Loughlin wuchs in Spring Valley auf und diente während des Zweiten Weltkriegs beim United States Marine Corps. Eigentlich wollte er Rechtswissenschaften studieren, konnte jedoch die Kosten nicht aufbringen. Mit Mitteln aus der G. I. Bill, die ihm aufgrund seines Wehrdienstes zustanden, finanzierte er stattdessen seine Schauspielausbildung unter Sanford Meisner am Neighborhood Playhouse School of Theatre. Meisner empfahl ihn daraufhin Lee Strasberg, und O’Loughlin wurde Mitglied des The Actors Studio. In den 1950er Jahren hatte O’Loughlin sein Debüt in Film, Fernsehen und am Broadway, wo er unter anderem in Produktionen von Endstation Sehnsucht und Einer flog über das Kuckucksnest auf der Bühne stand. 1962 erhielt er für seine Darstellung in der Off-Broadway-Produktion Who’ll Save the Plowboy? einen Obie Award.
O’Loughlin hatte sein Spielfilmdebüt im Filmdrama Lovers and Lollipops von Morris Engel und Ruth Orkin. Eine größere Nebenrolle hatte er 1957 in Fred Zinnemanns Gesellschaftsdrama Giftiger Schnee. Zu seinen weiteren nennenswerten Spielfilmen zählen der Thriller Kaltblütig von Richard Brooks, John Sturges’ Alistair-MacLean-Verfilmung Eisstation Zebra, der Mafiafilm Die Valachi Papiere von Terence Young, die Literaturverfilmung Das Ultimatum von Robert Aldrich sowie die Actionkomödie City Heat – Der Bulle und der Schnüffler von Richard Benjamin.
Größere Bekanntheit beim US-amerikanischen Publikum erspielte er sich jedoch hauptsächlich durch sein Wirken beim Fernsehen. Neben einer über fünf Jahrzehnte andauernden Präsenz als Gaststar in zahlreichen erfolgreichen Serien wie Rauchende Colts, Drei Engel für Charlie, Simon & Simon, Emergency Room – Die Notaufnahme und Für alle Fälle Amy verband das Publikum seinen Namen vor allem mit seiner Rolle des Lt. Ed Ryker in der Krimiserie California Cops – Neu im Einsatz, die er zwischen 1972 und 1976 in 96 Episoden darstellte. Nach dem Ende der Serie erhielt er von Produzent Aaron Spelling ein Angebot für die Rolle des Kapitäns in der Serie Love Boat, die er jedoch ablehnte – eine Entscheidung, die er später bereute. Weitere Serienhauptrollen hatte er in der kurzlebigen Actionserie Automan und der Familienserie Unser Haus.
O’Loughlin war zwischen 1966 und deren Tod 2007 mit der Casting Directorin Meryl O’Loughlin verheiratet. Aus der Ehe gingen zwei Kinder hervor. Er starb im West Hills Hospital in Los Angeles, nachdem er seine letzten Jahre im Motion Picture & Television Country House and Hospital in Woodland Hills verbracht hatte.

## Filmografie (Auswahl)

### Fernsehen
- 1952: Springfield Story (Guiding Light)
- 1962–1965: Preston & Preston (The Defenders, 3 Folgen)
- 1963: Gnadenlose Stadt (Naked City)
- 1965: Rauchende Colts (Gunsmoke)
- 1967: Bruce Lee – Das Geheimnis der grünen Hornisse (The Green Hornet)
- 1968: Mannix
- 1970: Die Leute von der Shiloh Ranch (The Virginian)
- 1971: Owen Marshall – Strafverteidiger (Owen Marshall: Counselor at Law)
- 1972: Cannon
- 1972–1976: California Cops – Neu im Einsatz (The Rookies)
- 1979: Roots – Die nächsten Generationen (Roots: The Next Generations)
- 1981: Drei Engel für Charlie (Charlie’s Angels)
- 1982: Fame – Der Weg zum Ruhm (Fame)
- 1982: M*A*S*H
- 1983: Simon & Simon
- 1983–1984: Automan
- 1984: Trio mit vier Fäusten (Riptide)
- 1985: T.J. Hooker
- 1985–1993: Mord ist ihr Hobby (Murder, She Wrote, 4 Folgen)
- 1986–1988: Unser Haus (Our House, 46 Folgen)
- 1997: Emergency Room – Die Notaufnahme (ER)
- 1999: Chicago Hope – Endstation Hoffnung (Chicago Hope)
- 2001: Für alle Fälle Amy (Judging Amy)

### Film
- 1957: Giftiger Schnee (A Hatful of Rain)
- 1966: Simson ist nicht zu schlagen (A Fine Madness)
- 1967: Kaltblütig (In Cold Blood)
- 1968: Eisstation Zebra (Ice Station Zebra)
- 1972: Die Organisation (The Organization)
- 1972: Die Valachi Papiere (Carteggio Valachi)
- 1977: Das Ultimatum (Twilight’s Last Gleaming)
- 1984: City Heat – Der Bulle und der Schnüffler (City Heat)
- 1984: China Blue bei Tag und Nacht (Crimes of Passion)

## Broadway (Auswahl)
- 1958–1959: Endstation Sehnsucht (A Streetcar Named Desire)
- 1966: Einer flog über das Kuckucksnest (One Flew Over the Cuckoo’s Nest)
- 1968: Liebhaber und andere Fremde (Lovers and Other Strangers)

## Auszeichnungen
- 1962: Obie Award in der Kategorie Distinguished Performances (Actors) für Who'll Save the Plowboy?[4]